# Kai-Uwe Marten
Kai-Uwe Marten (* 1962) ist ein deutscher Wirtschaftswissenschaftler. Er gehört seit dem 1. April 2003 der Fakultät für Mathematik und Wirtschaftswissenschaften der Universität Ulm an und leitet dort als Direktor das Institut für Rechnungswesen und Wirtschaftsprüfung. Seine Forschungsschwerpunkte liegen auf den Gebieten der Wirtschaftsprüfung und Rechnungslegung, insbesondere der Digitalisierung in der Wirtschaftsprüfung, der Erstellung und Prüfung von Nachhaltigkeitsberichten sowie der Internationalisierung der Rechnungslegung. Bis Juni 2016 war Marten Mitglied der Abschlussprüferaufsichtskommission (APAK) und zuletzt deren Vorsitzender. Seit Januar 2018 ist Marten außerdem Public Member im Board des International Auditing and Assurance Standards Board (IAASB).

## Mitgliedschaften und Berufungen
Marten ist Mitglied mehrerer wissenschaftlicher Gesellschaften und Vereinigungen wie der European Accounting Association, der American Accounting Association, dem Verband der Hochschullehrer für Betriebswirtschaft sowie der Schmalenbach-Gesellschaft für Betriebswirtschaft. Dort ist Marten berufenes Mitglied und leitete den Arbeitskreis "Externe und Interne Überwachung der Unternehmung" der Schmalenbach-Gesellschaft für Betriebswirtschaft e.V. von Dezember 2003 bis April 2009.
Von 2001 bis 2004 gehörte Marten als stellvertretender Vorsitzender dem Qualitätskontrollbeirat (QKB) der Wirtschaftsprüferkammer an. In den Jahren 2005 bis 2016 war er berufenes Mitglied und stellvertretender Vorsitzender der Abschlussprüferaufsichtskommission (APAK), ab dem 1. Januar 2016 war er bis zur Auflösung des Gremiums im Juni des Jahres Vorsitzender der APAK. Von Oktober 2005 bis März 2008 war er für die EU-Kommission ordentliches Mitglied des Public Interest Oversight Board (PIOB) der International Federation of Accountants (IFAC). Seit Januar 2018 ist Marten berufenes Public Member im Board des International Auditing and Assurance Standards Board (IAASB).
Zusammen mit einer Reihe europäischer Kollegen gründete Marten im April 2000 das akademische Netzwerk European Auditing Research Network (EARNet), das derzeit rund 200 Mitglieder umfasst. Die Intention dieses Netzwerkes ist es, die Prüfungsforschung in Europa zu fördern.
In den Jahren 2004 bis 2007 war Marten Mitglied des Aufsichtsrats einer Aktiengesellschaft im süddeutschen Raum.

## Ausbildung und Werdegang
Marten studierte von 1984 bis 1989 Wirtschafts- und Sozialwissenschaften an der Universität Augsburg und legte im März 1989 sein Examen als Diplom-Ökonom ab. Nach einer einjährigen Mitarbeit bei einer Wirtschaftsprüfungsgesellschaft begann er im Sommer 1990 mit seiner Dissertation am Lehrstuhl Adolf G. Coenenberg. Im Februar 1994 wurde er mit einer Arbeit aus dem Gebiet der Wirtschaftsprüfung zum Dr. rer. pol. promoviert. Direkt im Anschluss wandte er sich seiner Habilitationsschrift – ebenfalls aus dem Gebiet der Wirtschaftsprüfung – zu und publizierte in der folgenden Zeit eine Vielzahl von Beiträgen in verschiedenen wissenschaftlichen Fachzeitschriften.
Im Februar 1998 habilitierte er sich an der Universität Augsburg zum Dr. rer. pol. habil. Von April 1997 bis September 1998 vertrat Marten einen Lehrstuhl für Rechnungslegung und Wirtschaftsprüfung an der Technischen Universität Berlin. Anschließend vertrat er im Sommersemester 1998 den Lehrstuhl für Rechnungswesen und Wirtschaftsprüfung an der Bergischen Universität Wuppertal, welchen er zum 1. Oktober 1998 übernahm und bis zum Ende des Wintersemesters 2003 führte. Im April 2003 wechselte Marten als Professor für Betriebswirtschaftslehre, insbesondere Rechnungswesen und Wirtschaftsprüfung an die Universität Ulm und wurde dort Direktor des Instituts für Rechnungswesen und Wirtschaftsprüfung. Im April 2008 lehnte er einen Ruf auf die Professur Accounting & Auditing an die European Business School in Oestrich-Winkel ab. Im Januar 2009 wurde Marten zum Steuerberater bestellt.
Zudem hatte Marten im Zeitraum von Oktober 2004 bis März 2017 das Amt des Studiendekans für den Studiengang Wirtschaftswissenschaften an der Universität Ulm inne. Außerdem war Marten von April 2009 bis März 2011 Prodekan der Fakultät für Mathematik und Wirtschaftswissenschaften.